# بريليانس أوتو
بريليانس أوتو (بالإنجليزية: Brilliance Auto)‏ هي شركة سيارات صينية يقع مقرها الرئيسي في مدينة شنيانغ. تنتج سيارات وميني فان ومكونات السيارة.
الشركة هي 8 أكبر شركة في السوق الصيني.